# Worst Cooks in America
Worst Cooks in America é um reality show estadunidense que estreou em 3 de janeiro de 2010, no Food Network. O programa leva de 12 a 16 participantes (referidos como "recrutas") com péssimas habilidades culinárias a um campo de treinamento culinário, para ganhar um prêmio em dinheiro de US $ 25.000 e um conjunto culinário da Food Network. Na edição de celebridades do programa, o vencedor recebe um prêmio de US$ 50.000 para doar para a instituição de caridade de sua escolha.  Os recrutas são treinados nas várias técnicas básicas de culinária, incluindo cozimento, habilidades com faca, temperatura, tempero e preparação. O desafio final é cozinhar uma refeição de três pratos com qualidade de restaurante para três críticos gastronômicos.

## História

### Tabela do Chef
A chef Anne Burrell liderou a equipe Red em todas as temporadas até hoje.
| Temporada              | Mentor da Equipe Azul | Número de Concorrentes | Data de estreia         | Data final              | Vencedora |
| ---------------------- | --------------------- | ---------------------- | ----------------------- | ----------------------- | --------- |
| 1                      | Beau MacMillan        | 12                     | 3 de janeiro de 2010    | 1 de fevereiro de 2010  | Ana       |
| 2                      | Robert Irvine         | 16                     | 2 de janeiro de 2011    | 20 de fevereiro de 2011 | Ana       |
| 3                      | Bobby Flay            | 16                     | 12 de fevereiro de 2012 | 1º de abril de 2012     | Ana       |
| 4                      | Bobby Flay            | 14                     | 17 de fevereiro de 2013 | 31 de março de 2013     | Bobby     |
| 5                      | Bobby Flay            | 14                     | 16 de fevereiro de 2014 | 31 de março de 2014     | Bobby     |
| 6                      | Tyler Florence        | 14                     | 4 de janeiro de 2015    | 15 de fevereiro de 2015 | Ana       |
| 7/Celebridade 1        | Rachael Ray           | 7                      | 23 de setembro de 2015  | 28 de outubro de 2015   | Ana       |
| 8                      | Tyler Florence        | 14                     | 4 de janeiro de 2016    | 14 de fevereiro de 2016 | Ana       |
| 9/Celebridade 2        | Rachael Ray           | 9                      | 14 de setembro de 2016  | 2 de novembro de 2016   | Rachael   |
| 10                     | Rachael Ray           | 16                     | 1º de janeiro de 2017   | 5 de março de 2017      | Ana       |
| 11/Celebridade 3       | Rachael Ray           | 8                      | 23 de agosto de 2017    | 11 de outubro de 2017   | Rachael   |
| 12                     | Tyler Florence        | 16                     | 7 de janeiro de 2018    | 11 de março de 2018     | Ana       |
| 13/Celebridade 4       | Tyler Florence        | 7                      | 15 de abril de 2018     | 20 de maio de 2018      | Tyler     |
| 14                     | Robert Irvine         | 14                     | 12 de agosto de 2018    | 24 de setembro de 2018  | Robert    |
| 15                     | Tyler Florence        | 15                     | 6 de janeiro de 2019    | 3 de março de 2019      | Ana       |
| 16/Celebridade 5       | Tyler Florence        | 8                      | 21 de abril de 2019     | 2 de junho de 2019      | Ana       |
| 17                     | Bobby Flay            | 14                     | 4 de agosto de 2019     | 22 de setembro de 2019  | Bobby     |
| 18                     | Alton Brown           | 16                     | 5 de janeiro de 2020    | 8 de março de 2020      | Ana       |
| 19/Celebridades 6      | Tyler Florence        | 7                      | 10 de maio de 2020      | 14 de junho de 2020     | Ana       |
| 20                     | Alex Guarnaschelli    | 14                     | 21 de junho de 2020     | 2 de agosto de 2020     | Alex      |
| 21                     | Carla Hall            | 14                     | 3 de janeiro de 2021    | 28 de fevereiro de 2021 | Carla     |
| 22/O Melhor dos Piores | Michael Symon         | 8                      | 25 de abril de 2021     | 30 de maio de 2021      | Ana       |
| 23                     | Cliff Crooks          | 12                     | 5 de janeiro de 2022    | 23 de fevereiro de 2022 | Cliff     |